# Ney de Oliveira
Ney de Oliveira (ur. 6 czerwca 1944 w Sorocabie) − piłkarz brazylijski, występujący na pozycji napastnika.

## Kariera klubowa
Karierę piłkarską Ney de Oliveira rozpoczął w klubie Corinthians São Paulo w 1961 roku. W latach 1961–1967 rozegrał w barwach Corinthians 152 mecze, w których strzelił 67 bramek. Kolejnym jego klubem było CR Vasco da Gama, gdzie występował w latach 1967–1968. Z Vasco przeszedł do lokalnego rywala - CR Flamengo, w którym grał w latach 1968–1971.
Ostatnim klubem w jego karierze było Botafogo FR, w którym występował w latach 1971–1973. W barwach Botafogo 18 sierpnia 1971 w zremisowanym 0-0 meczu z Santosem FC Ney zadebiutował w nowo utworzonej lidze brazylijskiej. Ostatni raz w lidze zagrał 19 grudnia 1971 roku w przegranym 0-1 meczu z Atlético Mineiro.

## Kariera reprezentacyjna
W reprezentacji Brazylii Ney de Oliveira zadebiutował 13 kwietnia 1963 w przegranym 2-3 meczu z reprezentacją Argentyny. Ostatni raz w reprezentacji Ney wystąpił 8 sierpnia 1968 w wygranym 4-1 towarzyskim meczu z reprezentacją Argentyny. W reprezentacji Brazylii wystąpił w 8 meczach (prócz tego wystąpił w 3 meczach nieoficjalnych).
| Mecze i gole w reprezentacji | Mecze i gole w reprezentacji | Mecze i gole w reprezentacji | Mecze i gole w reprezentacji | Mecze i gole w reprezentacji | Mecze i gole w reprezentacji | Mecze i gole w reprezentacji |
| #                            | Data                         | Miasto                       | Przeciwnik                   | Gol                          | Wynik                        | Rozgrywki                    |
| ---------------------------- | ---------------------------- | ---------------------------- | ---------------------------- | ---------------------------- | ---------------------------- | ---------------------------- |
| 1.                           | 13.04.1963                   | São Paulo                    | Argentyna                    |                              | 2:3                          | Copa Julio Roca 1963         |
| N1.                          | 26.04.1963                   | Paryż                        | Racing Paryż                 |                              | 0:2                          | towarzyski                   |
| 2.                           | 28.04.1963                   | Paryż                        | Francja                      |                              | 3:2                          | towarzyski                   |
| 3.                           | 02.05.1963                   | Amsterdam                    | Holandia                     |                              | 0:1                          | towarzyski                   |
| 4.                           | 08.05.1963                   | Londyn                       | Anglia                       |                              | 1:1                          | towarzyski                   |
| 5.                           | 12.05.1963                   | Mediolan                     | Włochy                       |                              | 0:3                          | towarzyski                   |
| 6.                           | 17.05.1963                   | Kair                         | Egipt                        |                              | 1:0                          | towarzyski                   |
| 7.                           | 19.05.1963                   | Tel Awiw                     | Izrael                       |                              | 5:0                          | towarzyski                   |
| N2.                          | 22.05.1963                   | Berlin                       | Berlin-Frankfurt-Ulm         |                              | 3:0                          | towarzyski                   |
| N3.                          | 16.11.1965                   | Londyn                       | Arsenal F.C.                 |                              | 0:2                          | towarzyski                   |
| 8.                           | 07.08.1968                   | Rio de Janeiro               | Argentyna                    |                              | 4:1                          | towarzyski                   |